# The Blues Brothers (gruppo musicale)
I Blues Brothers sono un gruppo musicale blues e soul statunitense fondato nel 1978 dai musicisti e attori John Belushi e Dan Aykroyd, con gli pseudonimi dei fratelli Jake e Elwood Blues.

## Storia
La band nacque come parte di uno sketch musicale per il Saturday Night Live, facendo il suo debutto come ospite musicale nella puntata del 22 aprile 1978.
In seguito alle registrazioni al SNL, i membri del cast e gli ospiti settimanali erano soliti frequentare l'Holland Tunnel Blues Bar, che Aykroyd aveva affittato non molto tempo dopo essersi unito al cast. Nel locale Dan e John riempirono un jukebox di canzoni di Sam & Dave, della band punk The Viletones e di altri. Belushi acquistò un amplificatore e vi ripose degli strumenti per chiunque volesse suonare. Fu qui che Aykroyd e Ron Gwynne idearono la storia che Aykroyd stesso trasformò nella bozza della sceneggiatura del film del 1980.
Successivamente andarono oltre i confini dello schermo televisivo pubblicando il loro primo album, Briefcase Full of Blues (sempre nel 1978), e quindi realizzando un loro film, The Blues Brothers, nel 1980. Fu un riscatto del genere musicale blues dopo una fase di flessione.
Dopo il film, la band, che ha avuto cambi di formazione nel corso degli anni, ha tenuto concerti in tutto il mondo e continua ad esibirsi con frequenti tournée. Senza John Belushi e Dan Aykroyd la band ha registrato 2 album: nel 1990 Live in Montreux e nel 1992 Red, White & Blues.
Nel 1995 Dan Aykroyd ha invitato Zucchero Fornaciari e altri cantanti alla House of Blues in una serata di gala per la celebrazione del 46º compleanno di John Belushi. Il bluesman italiano si è esibito insieme alla Blues Brothers Band, con Jim Belushi, ormai in pianta stabile nella formazione dopo la morte del fratello. La collaborazione con Zucchero è proseguita con la registrazione del videoclip del brano Per colpa di chi alla House of Blues. In seguito Zucchero ha acquistato i diritti di sfruttamento esclusivo del marchio e dello stemma della House of Blues in Italia, riproponendolo nella scenografia del più recente Black Cat World Tour.
Nel 1997, i membri superstiti della band originaria, con Dan Aykroyd, James Belushi (fratello di John, deceduto nel 1982 per un'overdose) e John Goodman, si esibirono nell'intervallo del Super Bowl XXXI. Nello stesso anno venne prodotta una breve serie animata, che ebbe però poco successo; Jake era interpretato da James Belushi, fratello minore di John, mentre Elwood aveva la voce di Peter Aykroyd, fratello minore di Dan.
Le voci soliste sono Eddie Floyd, Rob Paparozzi e Dan Aykroyd, anche se la presenza di quest'ultimo è limitata dai molteplici impegni. Spesso si uniscono alla Blues Brothers Band anche James Belushi e John Goodman, co-protagonista nel seguito Blues Brothers: Il mito continua.
Nel 2004 la band partecipò al Festival di Sanremo insieme ad Andrea Mingardi, con la canzone È la musica.
Nel 2009 Lou Marini in Italia venne nominato direttore Artistico del Brianza Blues Festival, dove in seguito a delle audizioni, venne integrato nella Band come voce principale insieme ad Andrea Mingardi, Don Gregory Blues. I due sono attualmente impiegati come voci durante i tour italiani della Band.
I Blues Brothers suonano anche alcune canzoni country, come la sigla della serie TV Gli uomini della prateria (Rawhide), la ballata Stand by Your Man e (Ghost) Riders in the Sky.

## Formazione
La formazione classica comprendeva ben 10 membri: i cantanti John Belushi e Dan Aykroyd, il chitarrista Steve Cropper, il tastierista Paul Shaffer, il bassista Donald Dunn, il batterista Steve Jordan, i sassofonisti Lou Marini e Tom Scott, il trombonista Tommy Malone, e il trombettista Alan Rubin.
Rimasta pressoché stabile la formazione originaria, il gruppo cambiò radicalmente dopo la reunion nel 1988; lo scomparso John Belushi venne sostituito dal fratello Jim, e si ebbe l'aggiunta di Sam Moore alla voce, e Tommy McDowell alla voce e alla chitarra. 
In seguito, varie line-up si sono succedute, fino a comprendere Eddie Floyd alla voce.

### Formazione originale
- John Belushi – voce
- Dan Aykroyd – armonica a bocca, voce
- Steve Cropper – chitarra solista e ritmica
- Donald Dunn – basso
- Murphy Dunne – tastiere
- Willie Hall – batteria, percussioni
- Steve Jordan – batteria, percussioni
- Birch Johnson – trombone
- Tommy Malone – trombone, tromba, sassofono
- Lou Marini – sassofono
- Matt Murphy – chitarra solista e ritmica
- Alan Rubin – tromba
- Paul Shaffer – tastiere, arrangiamento
- Tom Scott – sassofono

### Altri membri
- Jim Belushi – voce
- John Goodman – voce
- J. Evan Bonifant – armonica, voce
- Joe Morton – voce
- Cab Calloway – voce, armonica
- Larry Thurston – voce
- Eddie Floyd – voce
- Sam Moore – voce
- Don Gregory Blues – voce
- Tommy McDonnell – armonica, voce
- Rob Paparozzi – harmonic voce
- Leon Pendarviss – pianoforte, voce, arrangiamento
- Danny Gottlieb – batteria
- Jimmy Biggins – sassofono
- Anthony Cloud – tastiere
- Birch Johnson – trombone
- Eric Udel – basso
- John Tropeaa – chitarra
- Lee Finkelstein – batteria
- Steve Potts – batteria
- Anton Fig - batteria
- Larry Farrell – trombone
- Alto Reed – sassofono
- Jonny Rosch – voce, armonica

### Formazione attuale
- Dan Aykroyd – voce (1978-1982;1988-presente)
- Jonny Rosch – voce (2004-presente)
- Jim Belushi – voce (1988-presente)
- Steve Cropper – chitarra (1978-1982;1988-presente)
- Murphy Dunne - tastiera (1992-presente)
- Lou Marini – sassofono (1978-1982;1988-presente)
- Eric Udel – basso (1994-presente)
- Danny Gottlieb – batteria (1996-presente)

## Discografia

### Studio & live
- 1978 - Briefcase Full of Blues
- 1980 - The Blues Brothers: Original Soundtrack Recording
- 1980 - Made in America
- 1990 - Live! in Montreux (The Blues Brothers Band)
- 1992 - Red, White, & Blues (The Blues Brothers Band)
- 1997 - Live from Chicago's House of Blues (Blues Brothers and Friends)
- 1998 - Blues Brothers 2000: Original Motion Picture Soundtrack

### Raccolte
- 1981 - Best of the Blues Brothers
- 1988 - Everybody Needs Blues Brothers
- 1992 - The Definitive Collection
- 1995 - The Very Best of the Blues Brothers
- 1998 - The Blues Brothers Complete
- 2003 - The Essentials
- 2005 - Gimme Some Lovin' & Other Hits

## Filmografia
- The Blues Brothers (1980)
- Blues Brothers: Il mito continua (Blues Brothers 2000, 1998)

## Videogiochi
Tutti i videogiochi ufficiali sui personaggi dei Blues Brothers vennero pubblicati dalla francese Titus Software:
- The Blues Brothers (1991)
- The Blues Brothers: Jukebox Adventure (1993)
- Blues Brothers 2000 (2000)

Inoltre Midnight Brothers (1986) per MSX è un titolo fortemente ispirato al duo, ma non ufficiale.